# Solidaridad por los Derechos Humanos LGBT de Corea
Solidaridad por los Derechos Humanos LGBT de Corea en inglés: Solidarity for LGBT Human Rights of Korea (en hangul = 행동 하는 성 소수자 인권 연대); SLRK) es un grupo integral de consejería y derechos humanos LGBT creado el 9 de septiembre de 1997 , Seúl, Corea del Sur. El representante actual es Kwak Yi-kyong y los ex representantes fueron Jeong Yol y Chang Byongkeon.
Cuando se creó por primera vez, el club de estudiantes LGBT se llamó "Asociación de derechos humanos LGBT de estudiantes universitarios" ((en hangul, 대학생 동성애자 인권 연합; en hanja, 大學生 同性愛 聯合 聯合); literalmente,  Union for University Students 'Derechos de los homosexuales' '), que se expandió al grupo integral de consejería y derechos humanos LGBT el 1 de agosto de los próximos años.
El 1 de marzo de 2015, la "Solidaridad por los derechos humanos LGBT de Corea" ((en hangul, 동성애자 인권 연대; en hanja, 同性愛者 人權 連帶; romanización revisada, Dongseonaeja Ingwonyeondae); literalmente "Solidaridad por los derechos homosexuales") reorganizado para convertirse en la "Solidaridad por los Derechos Humanos LGBT de Corea" ((en hangul, 행동 하는 성 소수자 인권 연대); literalmente  Solidaridad activa por los derechos de las minorías sexuales ).